# Adiantum viridimontanum
Adiantum viridimontanum is een varen uit de lintvarenfamilie (Pteridaceae) die uitsluitend voorkomt op serpentijnrotsen in Maine en Vermont (Verenigde Staten) en Quebec (Canada).
A. capillus-veneris (Echt venushaar) · A. cuneatum · A. diaphanum (Smal venushaar) · A. hispidulum · A. macrophyllum · A. pedatum (Hoefijzervaren) · A. peruvianum · A. raddianum (Fijn venushaar) · A. reniforme · A. tenerum · A. trapeziforme · A. venustum · A. viridimontanum · ...